# Calcio Lecco
Calcio Lecco (offiziell Calcio Lecco 1912 S.p.A.) ist ein italienischer Fußballverein aus Lecco, einer Stadt aus der Lombardei. Die Vereinsfarben sind Hellblau und Dunkelblau. Als Stadion dient dem Verein das Stadio Rigamonti Ceppi, es bietet Platz für 5.000 Zuschauer.

## Geschichte

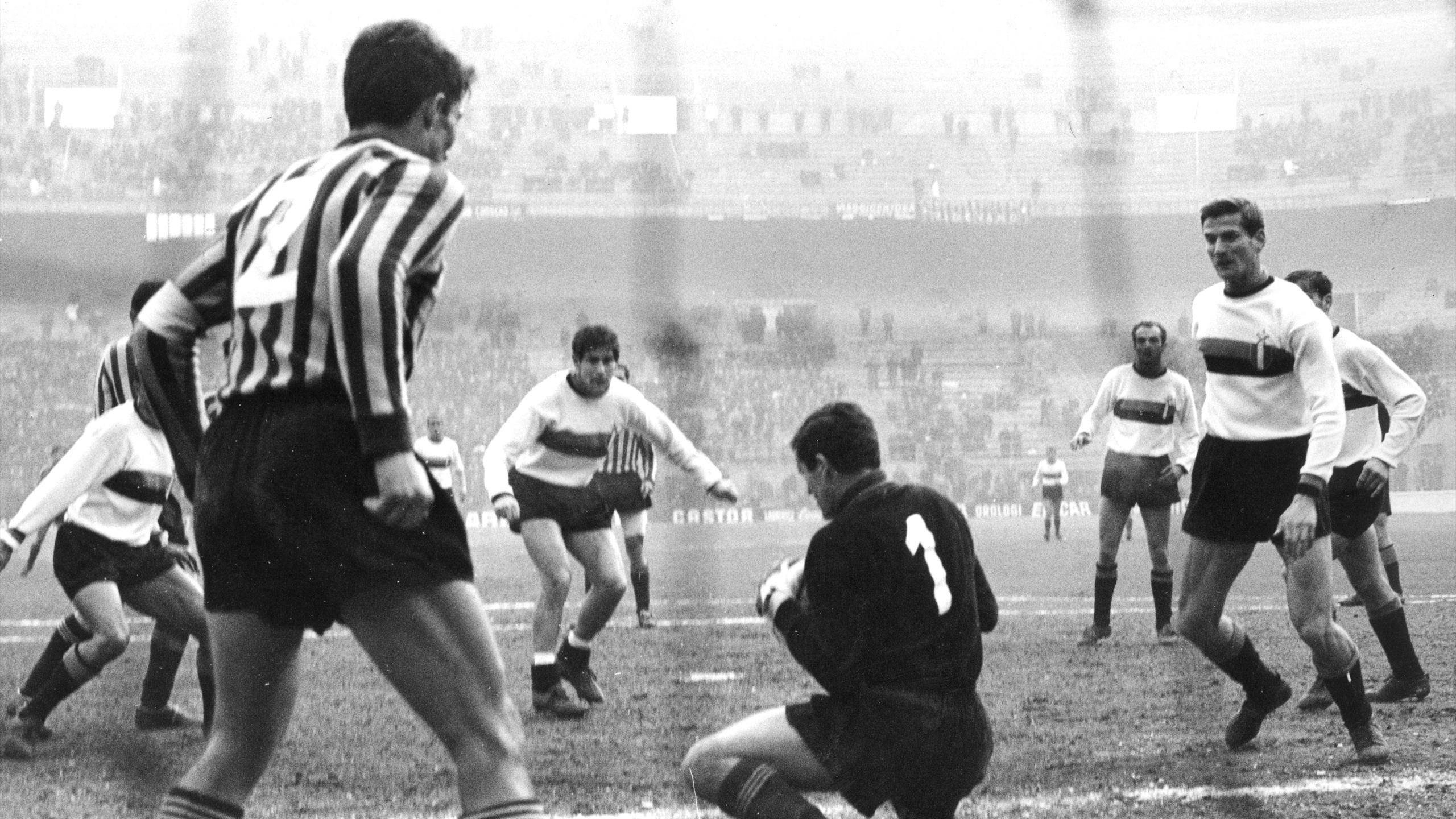
Serie A-Spiel Inter Mailand vs. Calcio Lecco (1:1) im Februar 1967

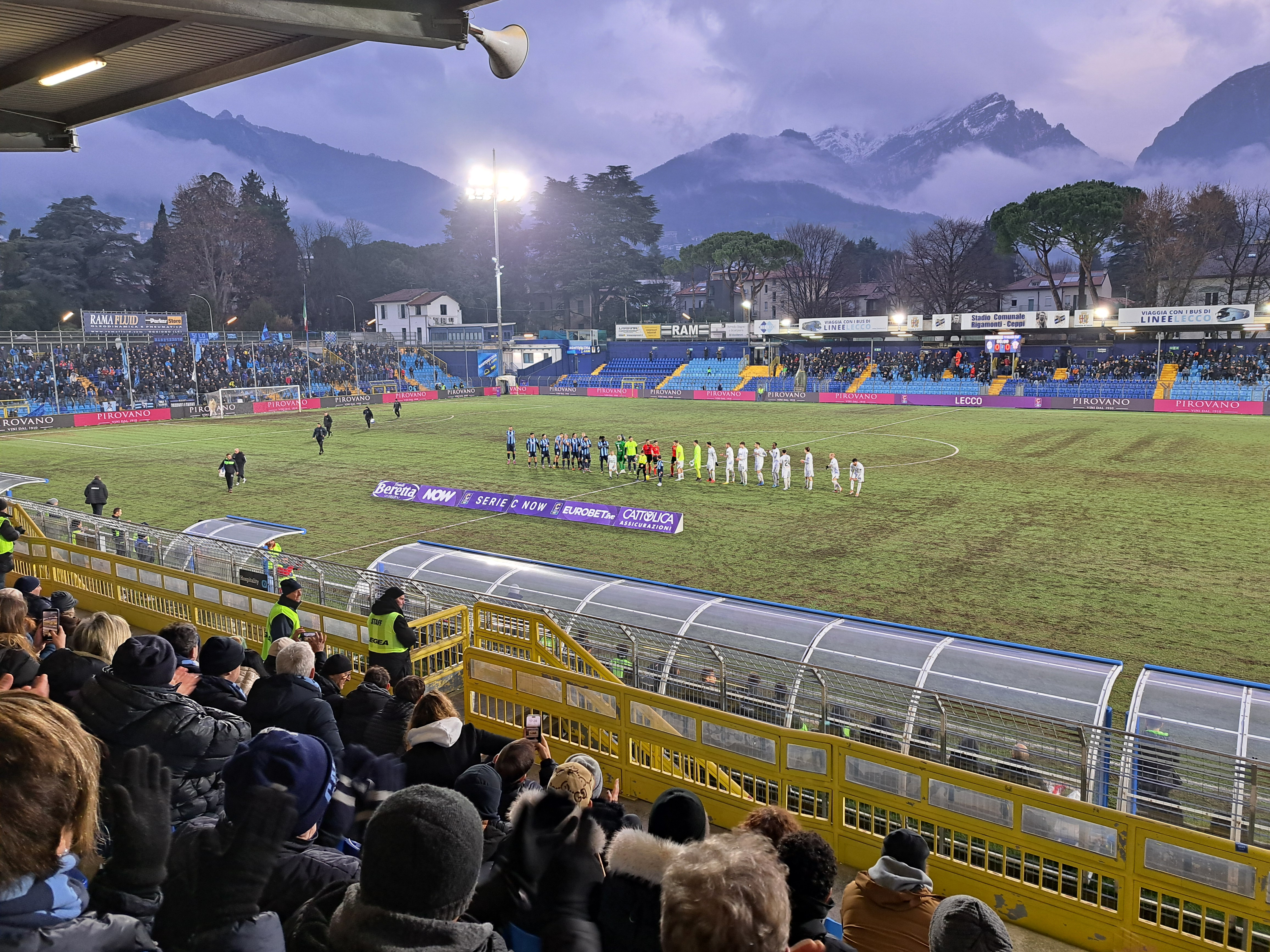
Serie C-Spiel Calcio Lecco vs. FC Pro Vercelli (2:1) im Februar 2025

Der Verein wurde am 22. Dezember 1912 gegründet. Seine größte Zeit hatte der Klub in den 1960er Jahren, als er 1960 bis 1962 und nochmals in der Saison 1966/67 in der Serie A spielte. Danach erfolgte jedoch ein schneller Absturz, der den Klub bereits 1969 in die Serie C führte. 1972/73 spielte Calcio Lecco nochmals eine Saison in der zweitklassigen Serie B. Danach ging es dann weiter bergab, bis in die Serie D. Von 2005 an spielte man in der viertklassigen Serie C2, ehe im Juni 2007 der Aufstieg in die Serie C1 realisiert wurde. In der Saison 2009/10 spielte man in der drittklassigen Lega Pro Prima Divisione und stieg auf Platz 18 liegend in die Lega Pro Seconda Divisione ab.

## Ehemalige Spieler
- Julio Abbadie
- Antonio Angelillo
- Julien Brellier
- Sergio Clerici
- Roberto De Zerbi
- Bengt Lindskog
- Massimo Oddo
- Simone Pepe
- Mario Rigamonti

## Ehemalige Trainer
- Stefano Angeleri
- Roberto Donadoni
- Claudio Gentile
- Eraldo Monzeglio
- Imre Payer
- Giuseppe Sannino

## Erfolge
- Englisch-italienischer Pokal: 1 (1977)
- Coppa Italia Serie C: 1 (1977)
- Serie-A-Teilnahme: 1960–1962, 1966/67